# San Clemente Pier

Der San Clemente Pier

Der San Clemente Pier ist eine Seebrücke in San Clemente im US-Bundesstaat Kalifornien. Das historische Bauwerk liegt auf der Höhe des Stadtzentrums und ragt etwa 395 Meter in den Pazifischen Ozean hinein.

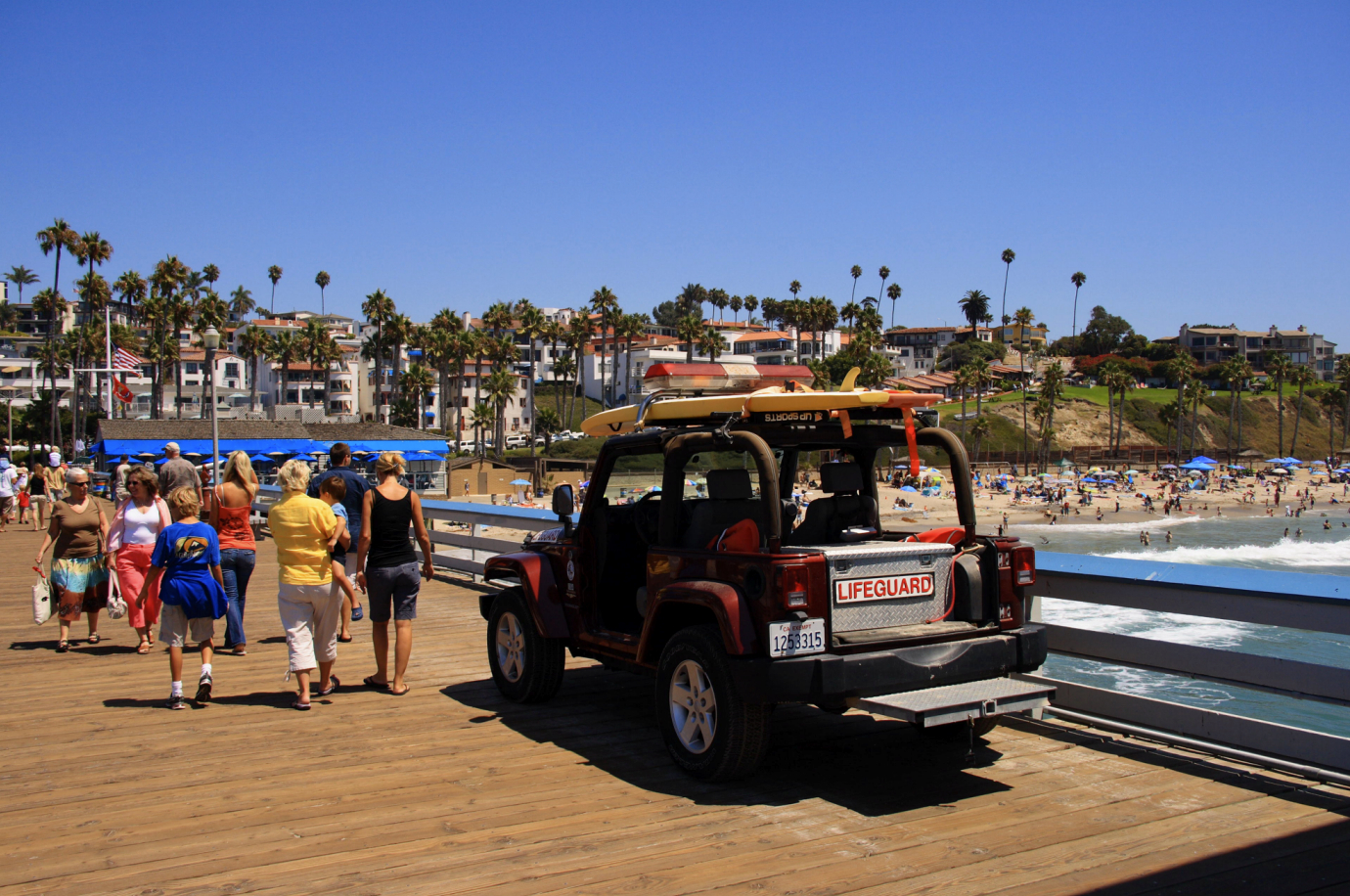
Auf dem Pier

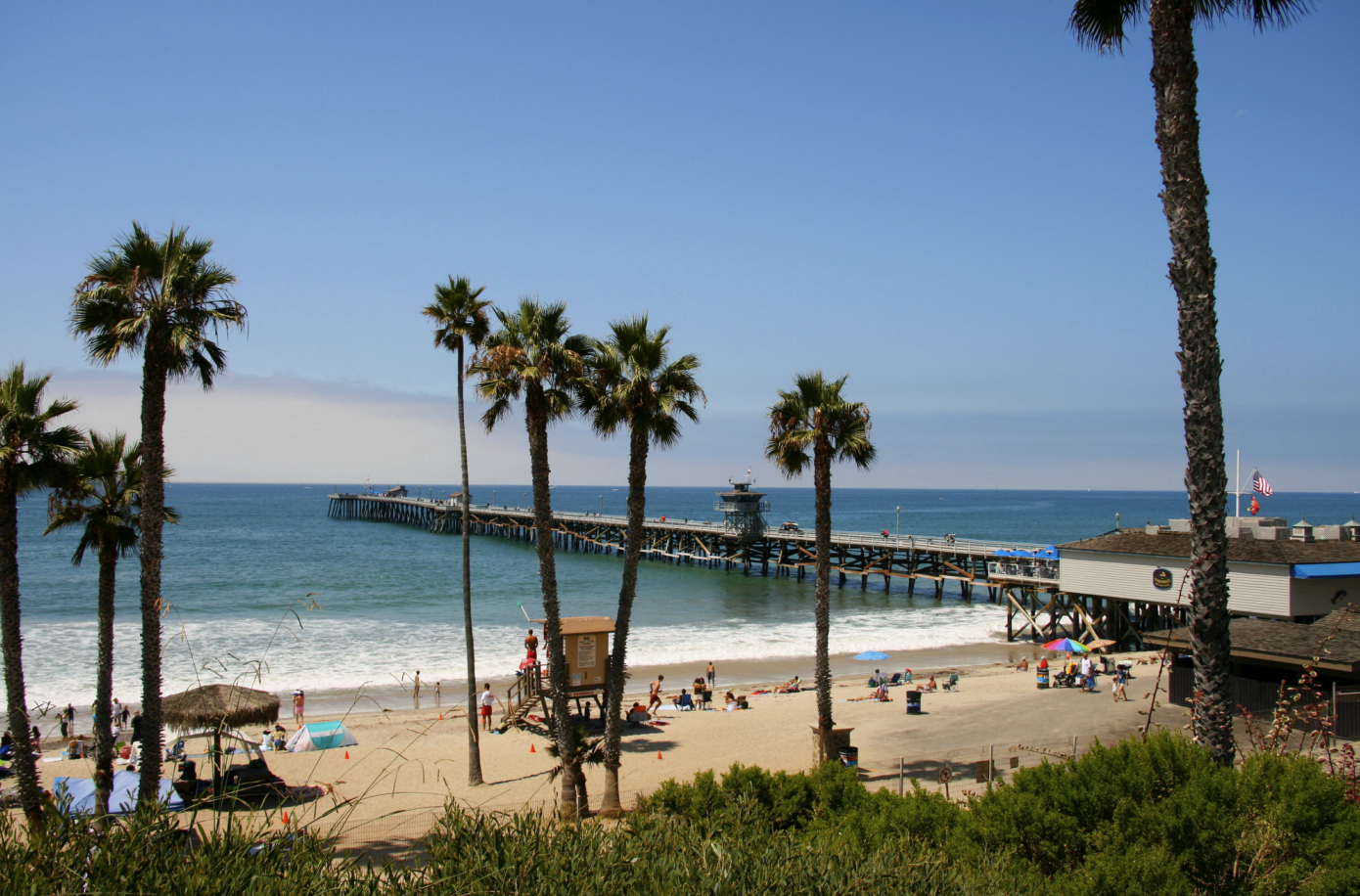
Blick vom Parque del Mar auf den Pier

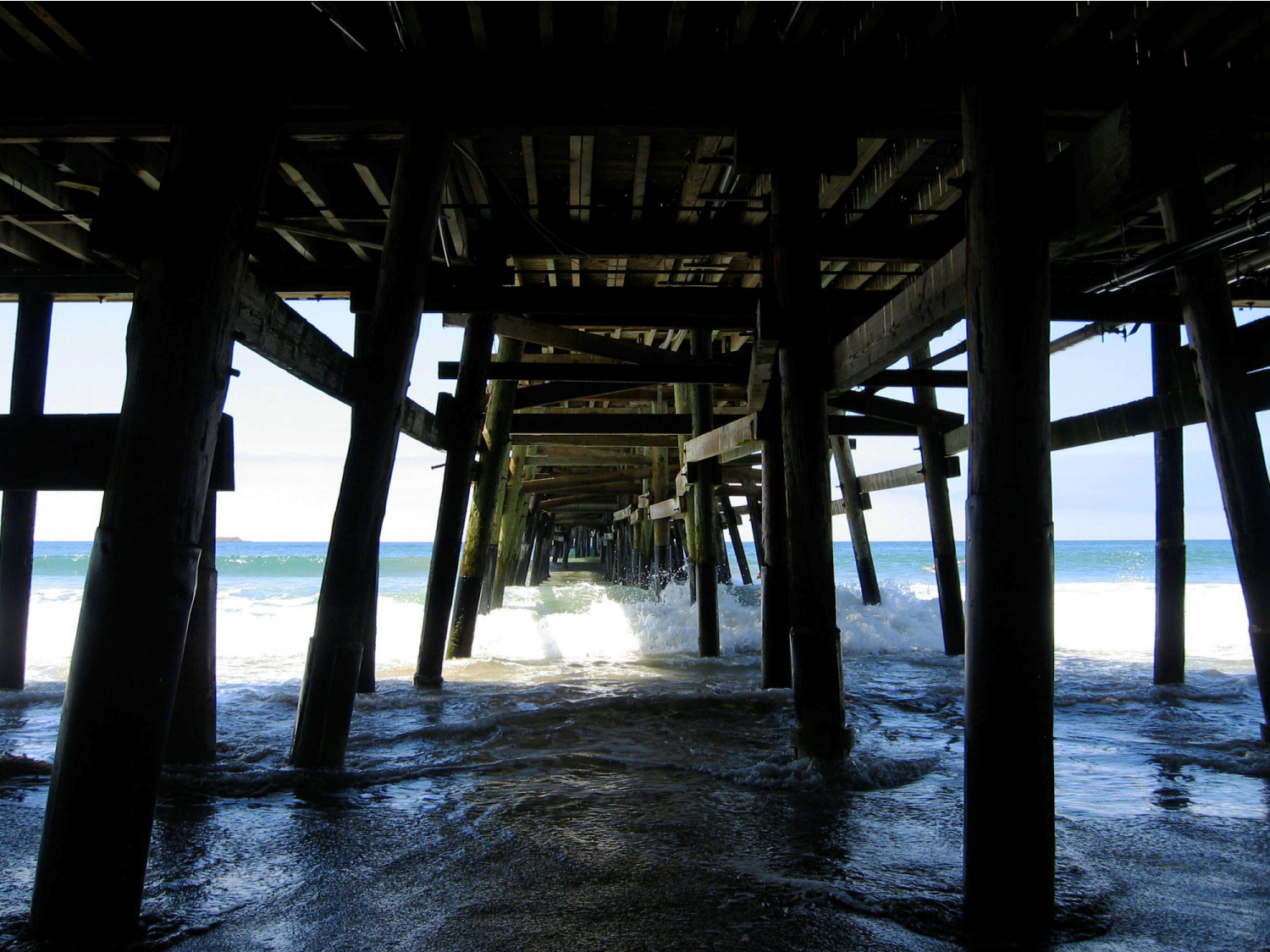
Die Holzkonstruktion unter dem Pier

Die Seebrücke ist ein beliebter Platz zum Angeln, Schlendern und Essen gehen. An dem der Stadtseite zugewandten Ende befindet sich ein Restaurant. Vom San Clemente Pier aus kann man die Stadt überblicken oder die zahlreichen Surfer und Wassersportler beobachten. In einem Gebäude mit Wachturm am Mittelteil ist eine Lifeguard-Einheit der San Clemente City Lifeguards untergebracht.
Gegenüber der Seebrücke befindet sich der gleichnamige Eisenbahnhaltepunkt San Clemente Pier an der Surf Line, der regelmäßig von Zügen der Amtrak bedient wird.

## Geschichte
Der San Clemente Pier wurde 1928 mit einer Länge von rund 395 Metern errichtet. Während der Zeit der Prohibition in den Vereinigten Staaten (1919–1933) war die Seebrücke einer der Anlaufpunkte für Alkoholschmuggler im Orange County. Im Jahre 1939 zerstörte ein schwerer Hurrikan das Bauwerk, das daraufhin für 40.000 US-Dollar wieder aufgebaut wurde.
Ein weiterer Sturm riss 1983 rund 120 Meter vom Ende des Piers und 24 Meter des Mittelteils ab. Die Schäden an der Holzkonstruktion wurden erst zwei Jahre später behoben. Die Baumaßnahmen kosteten 1,4 Millionen US-Dollar. Ab Oktober 2009 ist eine Sanierung des Bauwerks im Umfang von 2,5 Millionen US-Dollar vorgesehen.
Die historische Seebrücke ist auch heute noch ein beliebtes Freizeitziel für Einheimische und Urlauber. Aus vielen unterschiedlichen Perspektiven ergibt sich ein weiter Blick über das Meer und die Küstenlinie des Orange County sowie des südlich gelegenen San Diego County.